# Історія IKEA. Бренд, що закохав у себе світ
Історія IKEA. Бренд, що закохав у себе світ (англ. Leading by Design: The IKEA Story) — книга провісного бізнесмена, засновника компанії IKEA, Інгвара Кампрада, написана в співавторстві зі шведським публіцистом Бертілом Торекулом, розповідає про становлення унікальної транснаціональної імперії, яка володіє універмагами в 40 країнах. Українською мовою її було перекладено та опубліковано у 2018 році видавництвом «Наш формат» (перекладач — Оксана Кацанівська).

## Історія публікацій
Книга вперше була опублікована в січні 1995 року шведським видавництвом Wahlström & Widstrand під назвою Historien om IKEA: Ingvar Kamprad berättar för Bertil Torekull (укр. Історія ІКЕА: Інгвар Кампрад розповідає Бертілю Торекуллу). Світове визнання та велику читацьку аудиторію «Leading by Design: The IKEA Story» отримала після виходу в світ в 1999 році у видавництві HarperCollins Publishers [Архівовано 26 квітня 2016 у Wayback Machine.] англійською мовою.
Видання було допрацьовано і доповнене після зустрічі авторів Інгвара Кампрада і Бертіла Торекула 2011 року — представлені оновлені дані, доповнення у центральних главах, нова передмова і розширений додаток щодо організації IKEA та її найбільш важливих керівників.

## Огляд книги
Історія легендарного шведського меблевого бренду з перших вуст. Як відбувалася шалена експансія скандинавської компанії у світі? Чому в 1950-х компанії заборонили брати участь у ярмарках, а її засновник не міг відвідувати їх навіть як приватна особа? Як з’явилися дивовижні магазини ІКЕА?
Це захоплива історія про улюбленця публіки й загадкового дивака, невиправного капіталіста та мрійника, засновника ІКЕА Інґвара Кампрада, а також про жорстку боротьбу й конкуренцію, поразки та тріумфи унікального бренду.
Бертіл Торекул у вступі до книги:
|                  | ...Не казатиму, що книжка, яку ви тримаєте в руках — єдино істинне джерело документально підтверджених фактів про IKEA. У її основу лягли розповіді очевидців, пересипані моїми судженнями щодо поглядів і переконань головного героя . Розповідь Інґвара стала відправною точкою — вислухавши її, я подався на пошуки інших джерел істини. Узяв майже сотню інтерв’ю й об’їхав безліч магазинів, офісів і фабрик, розкиданих по всьому світу від Ельмхульта до Шанхая. Працюючи над книжкою, я послуговувався текстами Інґварових промов, особистих листів і нотаток, а також матеріалами справи Енґдаля й державного розслідування бойкоту IKEA в 1950-х роках. Я ретельно вивчив архіви компанії за 1940-ві роки, щоб зрозуміти, як формувалася структура власності IKEA, завдяки якій сім’я-засновниця й досі стоїть біля стерна влади. Радію, що, працюючи над книжкою, мав нагоду не відставати від розвитку IKEA... |
| — Бертіл Торекул | |

Інгвар Кампрад помер в кінці січня 2018 року, працюючи все своє життя в повну силу, вибудував багатомільярдну транснаціональну компанію – лідера галузі, залишив величезні статки своїм синам. Ця книга більш ніж стандартна історія бізнесу, «Історія IKEA. Бренд, що закохав у себе світ» — це надихаючі ідеї та інновації, а також розповідь про непросте життя великої людини.

## Переклади українською
- Кампрад, Інгвар. Історія IKEA. Бренд, що закохав у себе світ / пер. Оксана Кацанівська. — К. : Наш Формат, 2018. — С. 332. — ISBN 978-617-7552-38-2.